# Meandrusa
Meandrusa  es un género de lepidópteros ditrisios  de la familia Papilionidae propios del Sudeste Asiático.

## Especies
El género Meandrusa incluye estas especies:
- Meandrusa gyas (Westwood, 1841) - Sikkim, Assam, N Burma.
- Meandrusa lachinus (Fruhstorfer, 1902)
- Meandrusa payeni (Boisduval, 1836) - Malasia, Sikkim, Assam, N Burma.
- Meandrusa sciron (Leech, 1890) - W China.